# Cinderella
Cinderella és una banda estatunidenca de glam metal de Filadèlfia (Pennsilvània) nascuda a la dècada del 1980, encara que posteriorment van passar a fer hard rock i blues-rock. A mitjan dècada de 1990 la popularitat de la banda va minvar força, en part atès els grans canvis que es produïen en els gustos musicals; malgrat això, la banda es va tornar a reunir i segueix activa.

## Discografia
Àlbums d'estudi
- Night Songs (1986)
- Long Cold Winter (1988)
- Heartbreak Station (1990)
- Still Climbing (1994)

Àlbums en viu
- Live Train to Heartbreak Station (1991)
- Live at the Key Club (1999)
- In Concert (2004)
- Extended Versions (2006)
- Gypsy Road: Live (2006)
- Authorized Bootleg: Live at the Tokyo Dome - Tokyo, Japan Dec. 31 1990 (2009)
- Live at the Mohegan Sun (2009)

Recopilatoris
- Looking Back (1997)
- Once Upon A... (1997)
- 20th Century Masters - The Millennium Collection: The Best of Cinderella (2000)
- Rocked, Wired & Bluesed: The Greatest Hits (2005)
- Gold (2006)
- Best Ballads (2008)